# Pedro Bordaberry
Juan Pedro Bordaberry Herrán (Montevideo, 28 de abril de 1960) es un abogado, profesor, político y dirigente deportivo uruguayo. Actualmente es asesor externo del club de fútbol uruguayo Montevideo City Torque y senador de Uruguay electo para el período 2025-2030.
Políticamente desarrolló una larga carrera dentro del Partido Colorado, siendo Ministro de varias carteras durante el gobierno de Jorge Batlle, candidato a intendente de Montevideo en las elecciones municipales de 2005 y junto a su propio sector Vamos Uruguay, candidato a la Presidencia de la República por el Partido Colorado en las elecciones de 2009, en las que fue elegido senador, y en las elecciones presidenciales de 2014, en las que renovó su banca. El 6 de agosto de 2024 anunció que participaría en las elecciones generales de ese año como candidato al Senado.
Por el lado deportivo residió hasta mayo de 2019 la Comisión Normalizadora de la Asociación Uruguaya de Fútbol (AUF), junto a Andrés Scotti y Armando Castaigndebat.

## Biografía
Bordaberry nació en Montevideo el 28 de abril del 1960. Es el cuarto hijo de Josefina Herrán y de Juan María Bordaberry (presidente constitucional de Uruguay entre 1972 y 1973 y dictador entre 1973 y 1976). Tiene seis hermanos y dos hermanas. Es descendiente y pariente de políticos. Su abuelo Domingo Bordaberry también estuvo dedicado a la política en el Partido Colorado. Sus tatarabuelo y tía tatarabuela Alejo Gregorio y Amalia Victoria Arocena Artagaveytia (esta última abuela paterna del abogado Alberto Zumarán) fueron sobrinos del magnate Ramón F. Artagaveytia Gómez -uno de los tres uruguayos que perdieron la vida tras el hundimiento del RMS Titanic en 1912-, y dobles primos y a su vez tíos segundos de Emilia Nicanora Artagaveytia Arocena, abuela paterna del exsenador blanco Francisco Gallinal.
Está casado con María José Oribe y tiene 3 hijos: Pedro, Agustín y Matías.
Cursó sus estudios primarios en St. Andrew's Schools y los secundarios en el The British School y el Instituto Juan XXIII. Cursó estudios en la Facultad de Derecho de la Universidad de la República, obteniendo el título de Doctor en Derecho y Ciencias Sociales en 1986. Realizó un Postgrado en Derecho de la Empresa en el Instituto de Estudios Empresariales de Montevideo (IEEM) entre 1987 y 1988.
Como abogado trabajó principalmente para el sector financiero. Hasta el 1 de abril de 2009 fue socio del estudio de abogados Jiménez de Aréchaga, Viana y Brause, participación que vendió para dedicarse enteramente a la actividad política. También se desempeñó como docente Grado 1 en Finanzas Públicas de la Universidad de la República (1986 – 1991), y fue profesor de Derecho de la Empresa en la Universidad ORT, desde 1995 al 2000.
Es autor de "El Principio de Irretroactividad de las Normas en la Jurisprudencia de la Suprema Corte de Justicia" (Anuario de Derecho Tributario 1991), de varios artículos técnicos y de los libros "Diez Años de Seven" (1998), "Cuentos del Pueblo Faro de José Ignacio" (1999) y "Que me Desmientan" (2006).
El 15 de marzo de 2020, Bordaberry anunció que había contraído el COVID-19, lo cual lo convirtió en una de las primeras 10 personas de Uruguay afectadas por la pandemia del COVID-19.

## Ámbito deportivo
Aficionado al deporte, jugó al fútbol en la Liga Universitaria, al básquetbol en las divisiones inferiores de Trouville y al rugby en Old Boys y en la selección uruguaya.
En agosto de 2018, Bordaberry fue nombrado interventor de la Asociación Uruguaya de Fútbol, conjuntamente con Andrés Scotti y Armando Castaingdebat.
En 2019 se vincula al equipo Montevideo City Torque como asesor.

## Ámbito político
En 1992 fue designado Director Nacional de la Propiedad Industrial dependiente del Ministerio de Industria, Energía y Minería de Uruguay, cargo que ocupó hasta 1994.
En 2000 asumió como subsecretario (viceministro) de Turismo, siendo el ministro Alfonso Varela. Un año después pasó a ocupar la titularidad de la cartera, desempeñándose en el cargo hasta el final del mandato del presidente Jorge Batlle. Desempeñó, asimismo, el cargo de Ministro de Industria, Energía y Minería durante once meses, entre 2002 y 2003, e interinamente el de Deporte y Juventud (2004 y 2005).
En las elecciones municipales de mayo de 2005 Bordaberry se presentó como candidato a Intendente por Montevideo, obteniendo el 26% de los votos, pero perdiendo frente a Ricardo Ehrlich del Frente Amplio, quien obtuvo el 56%. En esa elección Bordaberry logró incrementar notoriamente el caudal electoral que su partido había obtenido en la capital siete meses antes. En las elecciones nacionales celebradas en octubre de 2004 el Partido Colorado había obtenido el 8% de los votos de los montevideanos.

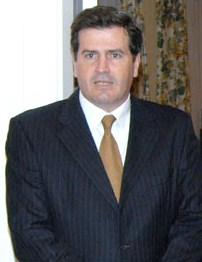
Pedro Bordaberry en 2005.

Fue notorio un episodio ocurrido en 2006, en el cual Bordaberry grabó a escondidas conversaciones que tuvo con el senador Rafael Michelini y con el entonces secretario de la Presidencia, Gonzalo Fernández. En dichas conversaciones reservadas sus interlocutores reconocían la no participación directa de su padre en los asesinatos de los legisladores Zelmar Michelini y Héctor Gutiérrez Ruiz y de los exguerrilleros tupamaros Rosario Barredo y William Whitelaw Blanco ocurridos en Buenos Aires en 1976. Las conversaciones tomaron estado público, llegando a registrarse un debate entre Bordaberry y Rafael Michelini en el programa televisivo Zona Urbana. Muchos consideraron que este episodio significaría el final de su todavía breve carrera política.
Pero pronto sobrevino otro evento significativo: el respaldo dado por Bordaberry al presidente Tabaré Vázquez al hacerse presente en el acto del 19 de junio de 2007 en la Plaza Independencia, al cual estaban convocados todos los políticos bajo la consigna "Nunca más hermano contra hermano". El presidente Vázquez se abrazó con Bordaberry, y le agradeció particularmente su presencia en el acto.
Por ese entonces Bordaberry ya había comenzado a construir su propio sector político en el seno del Partido Colorado, Vamos Uruguay. 
Las encuestas de opinión lo fueron ubicando segundo en las preferencias entre los votantes del Partido Colorado, detrás del abogado Alejandro Atchugarry. Ya a inicios de 2008, con la negativa de Atchugarry a comparecer en las elecciones internas, Pedro Bordaberry se perfilaba como el favorito para ganar las elecciones internas del Partido.
A principios de 2009, recibió adhesiones de numerosos dirigentes colorados, como Diana Saravia, Martha Montaner, Guillermo Stirling, Ope Pasquet, Ariel Riani y Washington García Rijo. También se acercaron otros dirigentes más jóvenes: Diego Fau, hijo del exdiputado frenteamplista y ministro colorado Yamandú Fau, y Joaquín Gamarra Batalla, nieto del exvicepresidente Hugo Batalla. Ante la ascendente imagen y convocatoria de Bordaberry, otros dirigentes de los sectores Foro Batllista y Lista 15, llegaron a plantear la posibilidad de configurar un «espacio común batllista» para competir con él, sin éxito. En las encuestas previas a las internas de junio, el Partido Colorado nunca se llegó a despegar de guarismos menores o iguales al 10 %.

### Candidatura presidencial en 2009

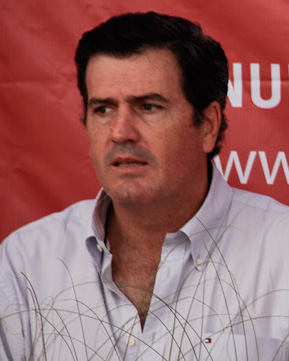
Bordaberry en 2008.

El domingo 28 de junio de 2009 la gran mayoría de los votantes colorados consagraron a Juan Pedro Bordaberry candidato único del Partido Colorado para las elecciones presidenciales de octubre. Realizó una ronda de consultas para definir el candidato a vicepresidente, y tras un frustrado intento por lograr que Alejandro Atchugarry lo acompañase, el 16 de julio de 2009 anunció que el exfutbolista Hugo de León sería su compañero de fórmula.
La actividad de Bordaberry de cara a octubre, incluyó reuniones con uno de sus principales adversarios, José Mujica, en lo que se interpretó como un gesto amigable y de acercamiento, evitando enemistad.
Sobre el peso político de su apellido, aclara: 

Tengo una ventaja sobre los otros candidatos, a Mujica se lo acusa de su pasado, a Lacalle se lo acusa de su pasado, a mí no se me acusa de mi pasado, a mí que me revisen. Que revisen mi gestión en el ministerio de Turismo, en el de Industria. La diferencia entre ellos y yo es que a ellos les preguntan sobre su pasado y a mí no, a mí me preguntan sobre el pasado de otro, eso es una ventaja. No me critican las propuestas ni los programas.

La noche del 25 de octubre de 2009, Juan Pedro Bordaberry festejó en la Casa del Partido Colorado la recuperación electoral de su colectividad, que ve prácticamente duplicada su bancada en la legislatura a iniciarse en febrero de 2010.

### Actividad senatorial
El 15 de febrero de 2010, Juan Pedro Bordaberry asume su banca en el Senado, preparándose para liderar lo que calificó como una "oposición constructiva".
En julio de 2013, Bordaberry redobló su apuesta electoral de cara a las elecciones de 2014, al anunciar que pensaba postularse solamente a Presidente. Sin embargo, posteriormente revió su decisión y fue electo Senador. Con vistas a su campaña electoral, contrató una empresa estadounidense que asesoró a Bill Clinton y Barack Obama.

### Candidato a la presidencia 2014

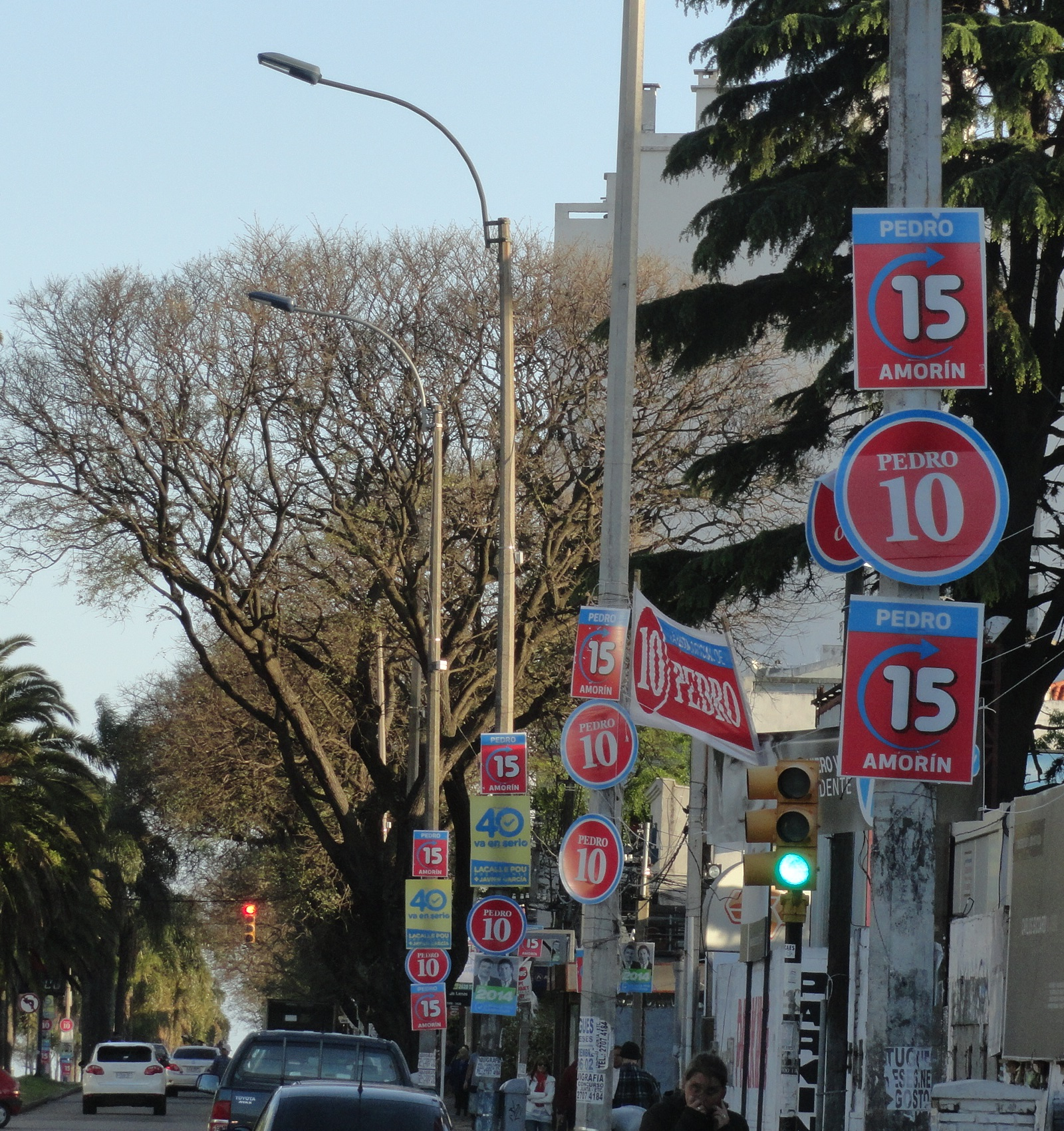
Columnas de luz de Montevideo cubiertas de afiches del Partido Colorado (sectores de Pedro Bordaberry y José Amorín Batlle) alusivos a las elecciones presidenciales de Uruguay de 2014.

El 1 de junio de 2014, Pedro Bordaberry ganó las elecciones internas con una mayoría de 74% sobre José Amorín Batlle y Manuel Flores Silva. En las elecciones nacionales de 2014, una vez más se postuló a la Presidencia y al Senado, logrando retener su banca en la Cámara Alta.

### Elecciones generales de 2019
Bordaberry declinó una nueva postulación como precandidato para 2019, aunque continuó ejerciendo su cargo como senador.
Pero una vez culminadas las internas de junio, y teniendo en cuenta la buena votación recibida por el nuevo partido de derecha Cabildo Abierto, varios políticos comenzaron a especular con una posible nueva postulación de Bordaberry al senado, para evitar una sangría de votos colorados en las elecciones de octubre. Pero tanto el candidato único Ernesto Talvi como el expresidente y exprecandidato Julio María Sanguinetti consideraron "inadecuada" una nueva postulación. La senadora suplente Cecilia Eguiluz lamentó mucho el rechazo que provocó Bordaberry en la dirigencia colorada.
En marzo de 2020, Bordaberry dio positivo al examen del COVID-19, haciéndolo el paciente de más renombre en Uruguay hasta ese momento. De esa enfermedad se recuperó exitosamente, haciéndolo saber a través de su cuenta de Twitter.
En agosto de 2020, tras la renuncia de Ernesto Talvi, reaparece en política. Su nombre es punto de referencia para muchísimos dirigentes, y se especula con un eventual retorno a la arena política.A mediados de 2023, Pedro Bordaberry resolvió personalmente no presentarse a competir en la interna del Partido Colorado, dejando la cancha abierta para una renovación total de figuras.

### Elecciones en 2024
El martes 6 de julio de 2024, anunció su candidatura a la Cámara de Senadores.Durante la conferencia de prensa, relanzó su histórica lista 10 y el sublema Vamos Uruguay. En los días posteriores, se confirmó el apoyo a la lista 10 por parte de los excandidatos en las elecciones internas, Gabriel Gurméndez y Tabaré Viera, junto varias agrupaciones dentro del partido. En las elecciones generales, la lista 10 se posicionó como la más votada dentro del Partido Colorado, asegurándole a Bordaberry un escaño en el Senado para la Legislatura.

## Documental
- 2024, Bordaberry es una figura entrevistada en el documental: Jorge Batlle: entre el cielo y el infierno, dirigido por Federico Lemos.